# Aleochara costarica
Aleochara (Xenochara) costarica – gatunek chrząszcza z rodziny kusakowatych i podrodziny Aleocharinae.
Gatunek ten został opisany w 1992 roku przez Jana Klimaszewskiego i Jamesa Ashe, którzy jako lokalizację typową wskazali Alajuela Peñas Blancas.
Ciało długości od 4 do 6 mm, wąsko-owalne, czarne z rdzawobrązowymi stopami (przynajmniej częściowo), ostatnim członem głaszczków szczękowych i wierzchołkiem odwłoka, czarniawo owłosione. Samiec ma ósmy tergit z piłkowanym, płytko i szeroko V-kształtnie obrzeżonym wierzchołkiem, a ósmy sternit na wierzchołku ścięty. Środkowy płat edeagusa jest szeroko łukowato zakrzywiony i rozszerzony, a brzusznie ze spiczastym wierzchołkiem. Ósmy tergit samicy z szeroko łukowatym obrzeżeniem. Spermateka u wierzchołka kulista i z 2-3 zwojami z tyłu. Jedynie narządy rozrodcze pozwalają na odróżnienie go od A. alajuela i A. monteverde.
Gatunek górskich i podgórskich wilgotnych lasów równikowych i lasów mglistych.
Chrząszcz neotropikalny, znany wyłącznie z Kostaryki.